# Phänomenta
Phänomenta er et science center og oplevelsesmuseum beliggende i Flensborgs centrum lige ved Nørreporten. Under temaer som Kommunikation, Se og Bevægelse vises mere end 150 forskellige eksperimentelle opstillinger. Formålet er at formidle sammenhænge fra natur og teknik, idet børn og unge selv kan gå på opdagelse i den interaktive udstilling.
Phänomenta blev åbnet for første gang i september 1995 og var dengang det første selvstændige science center i Tyskland. Det blev inderettet i en af Flensborgs historiske købmandsgårde ved siden af Nørreporten. Idéen til centret kom fra byens universitet, hvor også de første interaktive udstillinger blev til. Phänomenta blev efterhånden en stor succes, så at konceptet har været forbillede for mange andre videnskabscentre andre steder i det nordlige Tyskland, som delvis optræder under samme navn som i Flensborg. Konkret findes centrets afdelinger nu også i Bremerhaven, Lüdenscheid og på øen Usedom. I 2008 blev Phänomenta i Flensborg afgørende udvidet med et nyt udstillungsareal og et nyt serviceområde. Det har i dag et udstillingsareal på cirka 4.400 kvadratmeter, som er indrettet i forskellige bygninger omkring Nørreporten, blandt dem den forhenværende købmandsgård fra det 19. århundrede. Også byporten selv er integreret i centrets aktiviteter.
Phänomenta i Flensborg fungerer som institut ved byens universitet. 

## Eksterne links
- Wikimedia Commons har flere filer relateret til Phänomenta
- Museets hjemmside Arkiveret 26. juni 2022 hos  Wayback Machine (dansk)
- Oplev Sydslesvig om Phänomenta (dansk)

54°47′43.41″N 9°25′48.08″Ø / 54.7953917°N 9.4300222°Ø